# Der Weg zur finanziellen Freiheit
Der Weg zur finanziellen Freiheit ist ein Sachbuch von Bodo Schäfer aus dem Jahr 1998, das erstmals im Campus Verlag erschien. Es beschreibt Strategien zum Vermögensaufbau und gibt Hinweise im Umgang mit Geld, zum Sparen, zur Geldanlage und zu Glaubenssätzen zum Thema „Reichwerden“.

## Inhalt
Das Buch hat einen Anfang, zwei Hauptteile und einen Ausblick. Im ersten Hauptteil werden Grundlagen zur persönlichen und finanziellen Motivation vermittelt. Im zweiten Hauptteil werden Hinweise gegeben, die es laut dem Autor dem Leser ermöglichen sollen, zum Millionär zu werden.

## Rezeption

### Kritik
Die FAZ bezeichnete im Jahr 2000 das Buch als Blaupause für ähnliche Bücher und bezeichnete ihn als „unumstrittenen Propheten Mammons.“ Zwar wurden 2001 in der FAZ nützliche Tipps im Buch gelobt, Schäfers Anleitung zum finanziellen Erfolg im Buch jedoch als „Gehirnwäsche“ beschrieben und  die dem Leser abverlangten „sieben Jahre Verzicht“, als Entfremdung vom normalen Leben kritisiert.
Florian Illies charakterisiert Bodo Schäfers Buch in seinem diskursprägenden Buch Generation Golf aus dem Jahr 2000, in dem er seine eigene  mehrheitlich unkritische, nur nach Konsum strebende Ego-Gesellschaft beschreibt, als „ultimativer Bestseller unserer Generation“.

### Verkaufszahlen
Das Buch wurde ein Bestseller, machte den deutschen Autor und Redner Bodo Schäfer bekannt und wurde in mehr als 20 Sprachen übersetzt. Im Jahr 2002 lag die Auflage der deutschsprachigen Ausgabe bei 2,5 Millionen Stück.